# Антонов, Владислав Юрьевич
Владисла́в Ю́рьевич Анто́нов (род. 5 декабря 1966, Ленинград) — советский и российский боксёр легчайших весовых категорий. Чемпион СССР, чемпион СНГ, победитель и призёр Игр Доброй воли, двукратный бронзовый призёр чемпионатов мира, трижды обладатель Кубка Советского Союза. Заслуженный мастер спорта России. В период 1994—2001 успешно выступал на профессиональном уровне, владел поясом чемпиона по версии Европейского боксёрского союза.

## Биография
Владислав Антонов родился 5 декабря 1966 года в Ленинграде. Активно заниматься боксом начал в возрасте 11 лет под руководством заслуженного тренера России Бориса Хесина, на соревнованиях представлял ДСО «Спартак». Первого серьёзного успеха на ринге добился в 1985 году, когда стал обладателем Кубка СССР, ещё через год выиграл первенство СССР в наилегчайшем весе. В 1988 году выиграл ещё один Кубок, занял первое место на Всесоюзной Универсиаде, став мастером спорта международного класса. Затем решил подняться на одну весовую категорию, на Играх Доброй воли в американском Сиэтле завоевал бронзовую награду в весовой категории до 54 кг. Успешно выступал на многих международных турнирах, в том числе в США, ФРГ, ГДР, Таиланде, Югославии, Финляндии, Швеции, Индонезии, Венгрии, Польше.
В 1991 году Антонов во второй раз завоевал титул чемпиона Советского Союза, победил на Спартакиаде народов СССР и принял участие в боях чемпионата мира в Сиднее (Австралия), где получил бронзу, уступив в полуфинале знаменитому болгарину Серафиму Тодорову. Позже выиграл единственный в истории чемпионат СНГ и благодаря череде удачных выступлений удостоился права защищать честь страны на летних Олимпийских играх 1992 года в Барселоне. Планировал побороться за олимпийские медали, но в первом же своём поединке на турнире по очкам неожиданно проиграл малоизвестному тайскому боксёру. Несмотря на эту неудачу, продолжил выступать за сборную команду России, в 1993 году и завоевал ещё одну бронзовую медаль на чемпионате мира в Тампере (Финляндия) — на стадии полуфиналов не смог пройти олимпийского чемпиона из Кубы Хоэля Касамайора. В 1994 году одержал победу на Играх Доброй воли в Санкт-Петербурге, после чего принял решение покинуть сборную.
Всего в любительском боксе провёл 205 боёв, из них 187 окончил победой — за достижения на ринге в 1996 году ему присвоено почетное почётное звание «Заслуженный мастер спорта России».
Начиная с 1994 года Владислав Антонов с успехом выступал среди профессионалов, первые бои провёл на территории Японии, затем участвовал в боксёрских шоу в Германии, Франции и России. Поднявшись в рейтингах, в ноябре 2000 года получил право побороться за вакантный титул чемпиона Европы по версии EBU, дрался с опытным украинцем Сергеем Деваковым, победив единогласным решением судей. Тем не менее, чемпионский пояс оставался у Антонова не долго, при первой же защите в марте 2001 года из-за полученного в 7 раунде рассечения над глазом пришлось уступить французскому боксёру Салиму Меджкоунэ. После этого поражения спортсмен принял решение завершить карьеру на профессиональном уровне, всего в его послужном списке 31 бой, 29 побед (в том числе 12 нокаутом), 2 проигрыша.
Ещё в бытность спортсменом Антонов окончил Национальный государственный университет физической культуры, спорта и здоровья имени П. Ф. Лесгафта, ныне работает тренером в петербургском клубе единоборств «Вепрь».